# Francisco Luís da Silva Campos
Francisco Luís da Silva Campos (Dores do Indaiá, 18 de noviembre de 1891 — Belo Horizonte, 1 de noviembre de 1968), jurista y político brasileño.
Estudió abogacía en la Facultad Libre de Derecho de Belo Horizonte, graduándose en 1914.
Durante el gobierno de Getúlio Vargas fue sucesivamente ministro de Educación, Justicia e Interior.
Fue responsable, entre otras obras, de la redacción de la Constitución brasileña de 1937 (que dio inicio al Estado Novo), del AI-1 del golpe de 1964 y de los códigos penal y procesal del Brasil que, aún con sus reformas posteriores, continúan en vigor.

## Obras
- A doutrina da população (1916)
- Natureza jurídica da função pública (1917)
- Pela civilização mineira (1930)
- O estado nacional (1939)
- Educação e cultura (1940).